# Centropogon steyermarkii
Centropogon steyermarkii är en klockväxtart som beskrevs av Jeppesen. Centropogon steyermarkii ingår i släktet Centropogon och familjen klockväxter. Inga underarter finns listade i Catalogue of Life.